# دائرة باب برد
دائرة باب برد هي إحدى دوائر إقليم شفشاون، التابع لجهة طنجة تطوان العرائش، المملكة المغربية. تضم الدائرة 3 جماعات قروية، وبلغ عدد سكانها 65869 فرداً سنة 2004 حسب الإحصاء الرسمي للسكان والسكنى. يتبع للدائرة 8 مشيخة و78 دوار.

## التقسيمات الإداريّة
تعتبر دائرة باب برد إحدى الدوائر المشكّلة لإقليم شفشاون، وهو التقسيم الإداري من المستوى الرابع المعتمد في المغرب. ينقسم إقليم شفشاون إلى 27 جماعات قروية تختلف من حيث السكان والمساحة، والتي بدورها تنقسم إلى مشيخات تضم عدداً من الدواوير.